# Brad Alan Lewis
Brad Alan Lewis, född den 9 november 1954 i Los Angeles, Kalifornien, är en amerikansk roddare.
Han tog OS-guld i dubbelsculler i samband med de olympiska roddtävlingarna 1984 i Los Angeles.